# Jean-Baptiste Perroneau

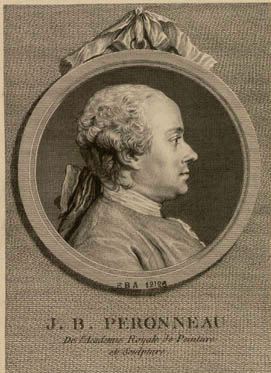
Portret Jean-Baptiste Perronneau

Jean-Baptiste Perroneau (ook Peronneau) (Parijs, 1715 - Amsterdam, 19 november 1783) was een typische Rococo-portretschilder. Hij maakte bijna impressionistische pastel- en olieverfportretten die geliefd waren.

## Biografie

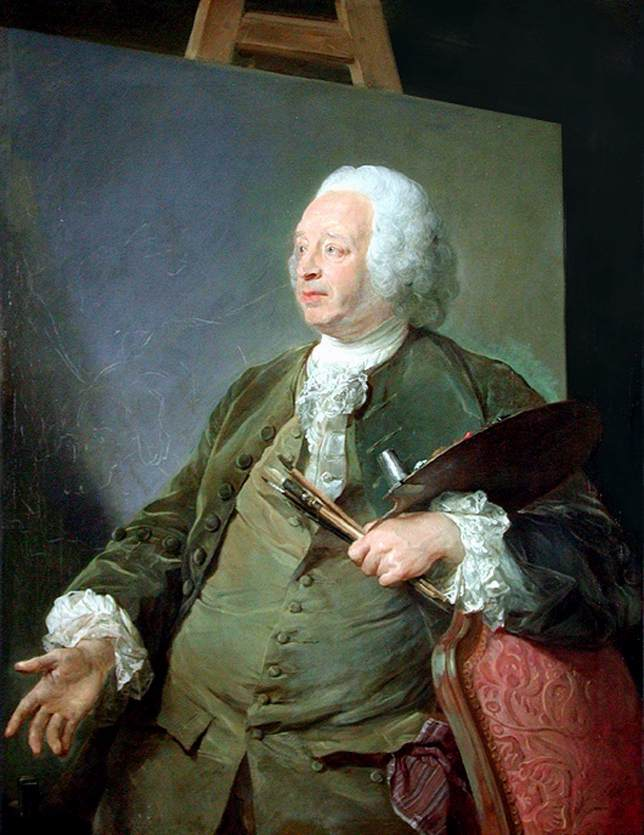
De schilder en ontwerper van gobelins Jean-Baptiste Oudry door Perroneau (1753)

Perroneau begon zijn carrière als graveur, maar koos rond 1744 voor pastel en verf. Hij maakte zijn debuut in 1746. Zijn stijl leek op die van de immens populaire vrouwelijke pastelportrettist Rosalba Carriera en die van de Zwitser Jean-Étienne Liotard. De jaloerse Maurice-Quentin de La Tour vernederde Perroneau op de Salon van Parijs (1750} toen hij hem verzocht een pastelportret van hem te maken. La Tour maakte intussen een zelfportret. De twee schilderijen hingen naast elkaar op de salon. "Tout Paris" kwam langs om de beide portretten te vergelijken. Diderot beschreef in zijn Essais sur la peintre (1762) dat het zelfportret van La Tour als beste werd verkozen. Perroneau trok daarna naar de provincie: Bordeaux, Orléans, Toulouse, Abbeville en Lyon, op zoek naar opdrachtgevers. In 1753 was Perroneau op de Salon met twee portretten van Oudry en Adam vertegenwoordigd; hij is vervolgens toegelaten tot de Koninklijke Academie voor Beeldhouw- en Schilderkunst.
Perroneau trouwde op 9 november 1754 met Louise-Charlotte Aubert, de dochter van de miniatuurschilder Louis-François Aubert, over wie weinig bekend is. Perroneau verbleef vanaf 1754 vele malen in Amsterdam, Den Haag en Utrecht, maar bezocht ook Italië, Spanje, Duitsland, Polen, Engeland en Rusland.
Vaillat en Ratouis de Limay vermelden in hun biografie over Perroneau een verblijf van de schilder in Holland in 1754, 1755, 1761, 1767, 1771, 1772, 1778 en 1780. In 1761 en 1771 woonde Perroneau bij Daniel Hogguer. Ook in 1763 hield hij zich op in de Republiek der Zeven Verenigde Nederlanden, toen hij een pastel van Sara Hinloopen (1689-1775) en van haar echtgenoot Arent van der Wayen (1685-1767) maakte.
Op 20 november 1783 werd Perroneau begraven vanuit een huis aan de Herengracht niet ver van de Leidsestraat in het toenmalige Heiligewegs en Leidsche Kerkhof.
De weduwe Perroneau huwde drie maanden later haar minnaar Jean-Baptiste Claude Robin, koninklijk censor en schilder, die al rond 1780 met haar samenwoonde in Charonne, nu het 20e arrondissement.

## Werken

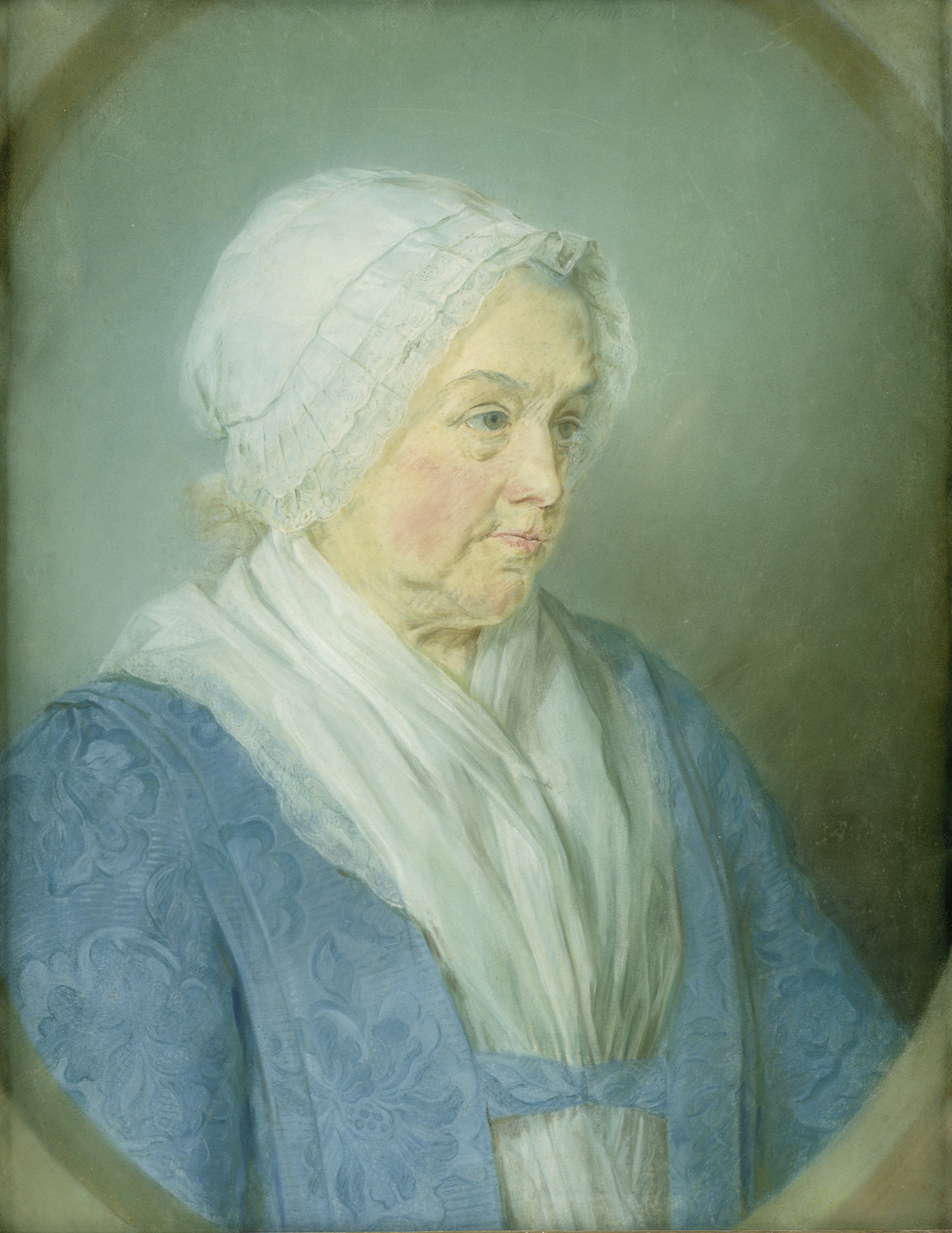
Sara Hinloopen (1763), Rijksmuseum

Perroneau portretteerde diverse collega schilders, een hele verzameling Franse en Engelse dames en heren, maar ook kinderen. Neil Jeffares stelde een lijst samen in zijn boek/database van door hem "afgebeeldenen" in pastel. In zijn hoofdstuk worden de meeste van de volgende Nederlandse inwoners genoemd:
Carolina van Oranje-Nassau (1743–1787); burgemeester Nicolaes Geelvinck (1706-1764); zijn dochter  Agatha Theodora van Lynden van Hoevelaken-Geelvinck (1739-1805); Frederika Louise van Lynden-van der Does van Noordwijk (1730-1788); de Russische ambassadeur Ivan Alexandrovich Golovkin (1724-1791) en van zijn vrouw Cornelia van Strijen (1727-1794); burgemeester Gerard Aarnout Hasselaer (1698-1766); Sara Hinloopen (1689-1775) en van haar echtgenoot Arent van der Wayen (1685-1767) lid van de Vroedschap van Amsterdam; de Amsterdamse schepen Daniel Hogguer (1722-1793) en van zijn vrouw Henriette Mauclerc (1730-1794); Henriette Scherer-Hogguer; Antoni Warin (1712-1764), lid van de Vroedschap van Amsterdam en getrouwd met de dochter van Arent van der Wayen; Jacob van Kretschmar (1721-1792), gouverneur van Heusden;

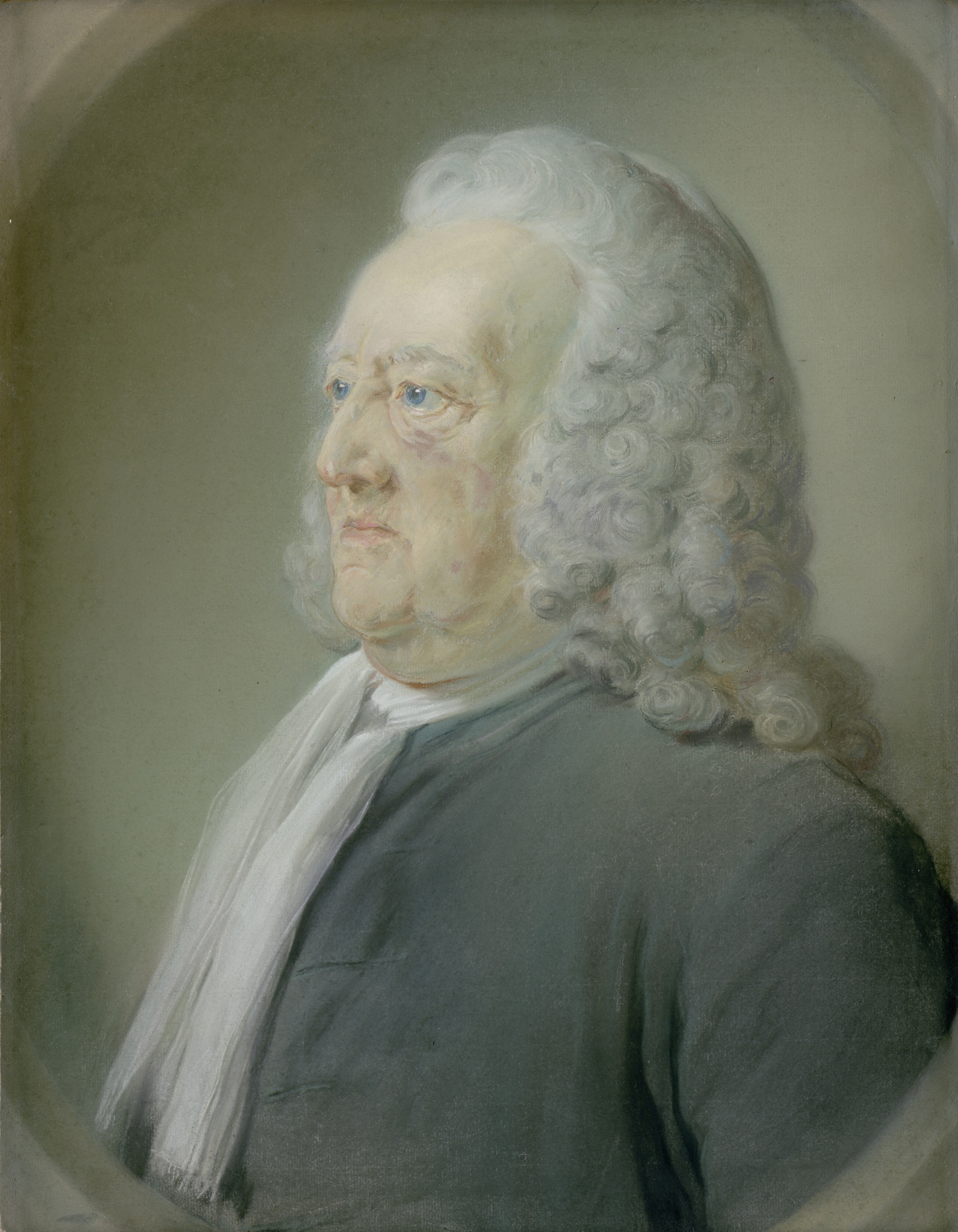
Arent van der Wayen, lid van het Amsterdamse Vroedschap, (1763), Rijksmuseum

Anna Elisabeth Christina van Tuyll van Serooskerken (1745-1819); haar zus Reiniera Bentinck-van Tuyll van Serooskerken (1744-1792), hun nicht Isabella Agneta Elisabeth van Tuyll van Serooskerken (1740-1805); Jacob Boreel Jansz (1711-1778), advocaat-Fiscaal van de Admiraliteit van Amsterdam; Willem Boreel (1744-1796), schepen van Amsterdam; Jacob Boreel (1746-1794) advocaat-Fiscaal van de Admiraliteit van Amsterdam en van zijn vrouw Jeanne Barbara Voet van Winssen (1744-1790); de Amsterdamse bankier Theophile Cazenove (1740-1811) en een portret van hem met zijn beide zonen Charles Theophile (1765-1813) en Quirin-Henry (1768-1856) erop; de Amsterdamse goudsmid Louis Metayer en van zijn dochter Catherina Elisabeth Metayer (1744-1800); Constantia Jacoba Ortt (1750-1803), schoonzus van Nicolaes Warin; Albertus Schuyt (1722-1791), zoon van een vermogend koopman op de Levant, van zijn zus Wilhelmina Hillegonda Schuyt (1728-1802) en van haar man burgemeester Joachim Rendorp (1728-1792); Willem Straalman, heer van Ruwiel, Breukelen en Nieuwersluis (1728-1799) en van zijn vrouw Cornelia van Mekeren (1722-1783); Henriette van Weede-Straalman (1751-1832); Elisabeth Christina Schepers-van der Dussen (1695-1760), weduwe van de burgemeester van Rotterdam; Gerard Meerman (1722-1771) pensionaris van Rotterdam; Petrus Woortman (1729-1791), priester van de Mozes en Aäronkerk.